# Maloya
Le maloya est, avec le séga, l'un des deux genres musicaux majeurs de La Réunion. C'est à la fois un type de musique, de chant et de danse.
En tant que pratique créolisée chantée en créole réunionnais, il est l'héritier des pratiques musicales amenées dans l'île par les personnes esclavagisées. Si d'autres instruments peuvent s'y rajouter, le roulèr est prépondérant pour le maloya tel qu'on le définit de nos jours. Des instruments traditionnels comme le kayamb, le pikèr, le sati ou le bobre sont aussi courants et restent la base du maloya traditionnel.
Après avoir été inscrite à l'Inventaire du patrimoine culturel immatériel en France, cette pratique musicale est classée, par l'UNESCO et depuis le 1er octobre 2009, au Patrimoine culturel immatériel de l'humanité.

## Origines
Le terme « maloya » a plusieurs significations suivant les dialectes africains, principalement de l'Afrique de l'Est. Au Mozambique, maloya signifie : « incantation, sorcellerie » ; au Zimbabwe : «  grand sorcier  » ; et à Madagascar maloy aho veut dire : «  parler, dégoiser, dire ce que l'on a à dire ». Dans de nombreux parlers africains, il signifierait «  peine, douleur, mal-être ».
Le Maloya, qui comprend le chant, la danse et la musique ternaire, voit le jour pendant la période d'esclavage à La Réunion. Cette mélodie métissée a vu le jour grâce aux esclaves originaires de Madagascar et d'Afrique de l’Est, qui dominaient les biens esclavagistes dès le XVIIIe siècle. Le maloya, également connu sous le nom de « danse des noirs », t'shéga ou séga, a pris son nom actuel il y a environ 100 ans. C'est au moment où les mélodies noires ont fusionné avec les contredanses et d'autres groupes blancs qui ont engendré le séga créole. Le Maloya, qui allie la musique, le chant et la danse, est une tradition transmise depuis de nombreuses générations sur l'île de La Réunion.
Cette musique est, en plus de mots africains (dont malgaches), accompagnée d’onomatopées destinées à appeler les esprits dans le cadre rituel des services rendant hommage aux ancêtres (cf. kabaré). Musique en hommage aux ancêtres, le maloya est aussi le moyen de se moquer des maîtres, avec quelques paroles en français. Les colons craignent ces services kabaré jusqu’à les proscrire dans leurs propriétés. Ces chants, danses et complaintes se pratiquent en cachette des maîtres après le labeur, le plus souvent le soir dans les camps ou à l’extérieur des cours d’usine. Ces chants et danses marquent aussi la fin des campagnes sucrières. C’étaient des complaintes chantées par un choriste et repris par un chœur dans lesquelles paraissent des mots de leurs anciens dialectes. Cette composition musicale comprend des chansons de protestation évoquant la souffrance et la douleur des esclaves.
Le maloya descendrait des chants chantés par les esclaves extirpés de Madagascar, d'Afrique de l'Est et de l'Ouest pour résister et exister. Puis, par la suite il fut pratiqué aussi par les Malbars, c'est-à-dire les natifs des Malabars (engagés indiens de la côte de Malabar), ainsi que par les ti blan ou petits blancs (Créoles de petite condition).
Le maloya « pilé » est une complainte, un chant pour danser et festif. Il véhicule des thèmes de la vie quotidienne contrairement au maloya « roulé », qui est associé à des rituels d'influences malgaches.

## Politique
À la fin des années 1950 le maloya est prohibé par l'administration française, qui a départementalisé l'île en 1946, et tente d'enrayer des expressions culturelles qui pourraient faire grandir l'idée d'une indépendance post-coloniale. Le même traitement était réservé à toute forme de musique communiste. Joué de manière clandestine dans des lieux tenus secrets, tels que des champs de canne à sucre loin des habitations, le maloya leur sera souvent associé. À cette époque le simple fait de détenir des instruments tels que le kayamb, le roulèr, et autres était sévèrement répréhensible. Grâce à l'organisation de concerts clandestins par des militants du Front de la Jeunesse Autonomiste Réunionnaise (ou F.J.A.R) et du Parti communiste réunionnais, le maloya perdure, et c'est en 1976 que le maloya revient au grand jour, par l'édition du premier vinyle de la troupe Firmin Viry. C'est seulement en 1982, grâce à la mobilisation d'importants artistes du Maloyas tels Danyèl Waro, Gramoun Lélé, Christine Salem,, Ziskakan, Lo Rwa Kaf, qui ont diffusé et popularisé ce genre musical.
Le maloya est classé par l'UNESCO au patrimoine culturel immatériel de l'humanité depuis le 1er octobre 2009, grâce à un dossier présenté par la Maison des civilisations et de l’unité réunionnaise avec l’aide du PRMA (Pôle régional des musiques actuelles) et le soutien de nombreux artistes et de Paul Vergès.

## Un rôle historique et culturel
Musique issue de la souffrance et de l'asservissement des hommes par les hommes, non content de véhiculer une tradition musicale, le maloya tend aussi, de par les noms des groupes, à faire revivre un fait relatif à un personnage historique ignoré du grand public ou un lieu historique tel le groupe Simangavol, dont le nom se rapporte à la première femme esclave arrivée sur l'île et, qui, refusant l'esclavage malgré les risques encourus, préféra s'enfuir vers la montagne afin de retrouver la liberté.
Le maloya est représentatif du peuple réunionnais qui le joue et le danse, métissé, et ouvert sur le monde. Il est le fer de lance des kabars lors de la fête du 20 décembre, date commémorative de l'abolition de l'esclavage dans l'île en 1848, promulguée par Joseph Napoléon Sébastien Sarda Garriga.
La 10e édition du « Village Maloya » est organisée par la Région pour célébrer le 12e anniversaire de son inscription au Patrimoine de l'Humanité. Un vaste village maloya sera instauré, proposant une multitude d'activités. Cet événement aura lieu au musée Stella Matutina : les 30 septembre et 1er octobre 2021 pour les établissements d'enseignement primaire, des interventions dans plusieurs établissements du primaire et du secondaire, ainsi que la présentation de l'étude sur le maloya initiée par la collectivité locale. Le samedi 2 octobre 2021, une importante manifestation du maloya est organisée au musée Stella Matutina. Elle comprendra des expositions sur le passé du maloya, des ateliers et des représentations...
Il est un peu, pour les Réunionnais, ce que le blues est aux Américains. Il peut ainsi exprimer la nostalgie, mais aussi la joie de vivre, la liberté.

## Les différents styles

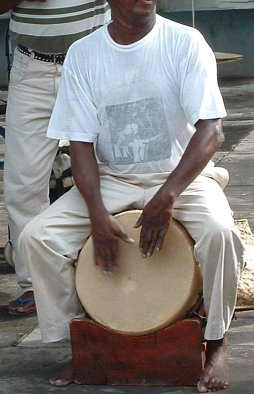
Le Rouler, un des instruments principaux du maloya.

### Le maloya «traditionnel»
Il existe plusieurs styles de maloya, différents par leurs rythmes, et le contexte dans lequel ils sont pratiqués. On distingue d'ordinaire maloya sacré et profane. Le maloya joué lors des rituels afro-malgaches (les services dits "kabaré", "malgas", "makwa"... par allusion à l'origine ethnique des ancêtres loués) rend hommage à l'esprit des ancêtres. Il accompagne parfois des chants religieux anciens émis en langaz ; cette langue syncrétique connue des initiées et constituée d'éléments non-européens pré-coloniaux parmi lesquels les différentes langues malgaches occupent une place majeure (Cf. les articles de Lagarde et Marimoutou). L'autre maloya est profane et populaire. Il est chanté en kréol réyoné sur scène lors de kabar ainsi que dans les sèrvis kabaré. Selon Gaston Hoareau (« Explication succincte du maloya »), musicien et militant frère de Danyèl Waro, le premier est dit "roulé" et le second "piké".
Dans son doctorat d'anthropologie musicale, Benjamin Lagarde a précisé le contenu de la scène maloya, en tout premier lieu celui du maloya dit "traditionnel". À partir du recoupement de données d'ordre ethnographiques, musicologiques et linguistiques, il identifie quatre "bordaz maloya" (bordages ou courants du maloya) désignés ainsi : "maloya kabaré", "maloya malgas", "maloya traditionnel" et "maloya podium" (cf. le tableau p. 366 dans Réunion maloya... ou l'article "Le maloya entre religions populaires et nouveau syncrétisme").

### Le maloya «moderne » ou «électrique»
Depuis quelques années déjà, le maloya est agrémenté d'instruments occidentaux (guitare, basse, synthé...) pour déployer de nouvelles sonorités. Vers la fin des années 1970, Les Caméléons (composés d'Alain Péters, René Lacaille, Loy Ehrlich, Bernard Brancard, Hervé Imare, Joël Gonthier) n'hésitent pas à mélanger le son rock américain et britannique, tel que celui des Beatles et Jimi Hendrix, pour donner un maloya funk-rock. Dans les années 1990, la fusion se fait avec le reggae pour créer le maloggae, avec des groupes comme Naéssayé et Progression. Il existe aussi le maloyaz (mélange de jazz et maloya), avec Sabouk, Meddy Gerville et Maloy'Az. En 2000, Davy Sicard crée un maloya « kabosé » où l'on retrouve des sonorité africaines.
Il devient électronique entre les mains des compositeurs Jako Maron et Labelle. Mêlé au rap avec Atepelaz et Alex Sorres. Kaf Malbar, Zorro Chang, et Sayaman du TM12 avec la collaboration de DJ Dan (Ker Maron), participe à l'élaboration du maloya Dancehall sur la compilation Ker Maron Dan Béton.
Sayaman continuera ce travail de mélange de style avec le maloya, avec son premier album sorti en 2014. Le maloya celtique de Renésens constitue depuis 1998 une originalité remarquable en fusionnant les rythmes et les thèmes du maloya avec les instruments celtiques (cornemuses et bombardes). Cette diversité montre combien la racine maloya a nourri de fruits sur son arbre.

## Instruments du maloya

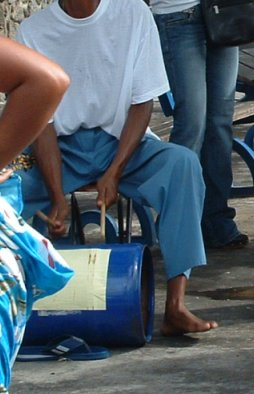
Le sati, percussion traditionnelle.

Cette musique est essentiellement basée sur des percussions d'instruments traditionnels : roulèr (rouleur), bob (bobre) et kayanm (kayamb). Le roulèr (rouleur) est formé par un tonneau sur lequel est tendue une peau de bœuf, le percussionniste s’assied à cheval sur le tonneau et frappe des deux mains. Le bob (bobre) ressemble au berimbaù brésilien, arc à un fil sur lequel le musicien frappe avec un bâton en métal . On frappe aussi sur des instruments en métal : le sati, ou en bambou : le pikèr. Le kayanm (kayamb) est fabriqué en mâts de choka, en hampes de fleurs de cannes remplies de graines de cana.
Au fil de son évolution sont venus s’y ajouter le triangle, le djembé, la guitare acoustique etc. Aujourd'hui on le joue aussi avec des instruments moins traditionnel et plus moderne tels que la guitare électrique, la basse, le clavier, et même l'ordinateur.

## Les danses Maloya
À la Réunion, le terme Maloya désigne la musique et les chants mais aussi la danse. Le Maloya semble être dansé autant par des hommes que des femmes. Il évoque pour le grand public principalement la musique. La danse est moins connue (et par exemple moins étudiée par les sciences humaines et sociales).
Aujourd'hui le Maloya en tant que genre musical et chorégraphique est devenu un emblème de la culture réunionnaise. Comme il est évoqué précédemment, semble exister au moins deux types de Maloya le kabar, décrit comme un moment de partage et  le kabaré (ou servis kabaré), cérémonie en l’honneur des ancêtres.
Françoise Dumas Champion, anthropologue, a travaillé sur les cultures et religions de la Réunion. Elle raconte, dans l'ouvrage tiré de son travail mais aussi dans des vidéos documentaires, le Servis Kabaré, « rituel de commémoration des ancêtres d'origine afro malgache » où la musique, le chant et la danse ont une grande importance. Certains participants sont possédés au cours des rituels et accomplissent ce que Françoise Dumas Champion nomme la « danses des esprits ». Cette danse propre aux possédés n'est pas à confondre avec la danse Maloya. En dehors des possédés sur les vidéos de Servis Kabaré on peut observer que la majorité des participants dansent. Cela ne semble pas constituer une action rituelle spécifique mais participe de la réception de la musique et de la mise en mouvement des corps, opérant pour donner de la force au rituel. Le Maloya aujourd'hui peut se jouer, se chanter, se danser en dehors du contexte rituel, comme dans le cas du Kabar.
En ce qui concerne la danse il existe aujourd'hui quelques tutoriels sur internet sous forme de vidéos permettant d'apprendre les pas de base de la danse Maloya. L'apparition de ce type de vidéo interroge sur une éventuelle standardisation de la danse et de la musique Maloya. À la Réunion la danse est donc présente dans plusieurs types de situations : rituelles, spectaculaires, institutionnelles.
Il est également intéressant de rappeler que l'île la Réunion a été un lieu de déportation de nombreux esclaves d'Afrique, de Madagascar et des Comores. Il est donc tentant d'y voir les origines de certains mouvements dans la danse Maloya.
Comment se danse le Maloya ? Présenté dans les vidéos disponibles sur internet, on peut voir que le Maloya se danse les jambes légèrement fléchis. Les appuis sont pris entre la plante des pieds et les demi-pointes. Les mouvements de jambes sont soit des gestes directionnels (souvent devant, derrière, sur les côtés) effectués avec l'autre jambe que celle qui sert d'appui, soit des pas percutant le sol, le poids passant rapidement d'une jambe à l'autre. Des mouvements de bassin caractérisent les pas et les gestes de jambes, en participant à l'impulsion du bas du corps. Les bras accompagnent l'ensemble des mouvements du corps pour amplifier la danse.

## Musiciens de maloya

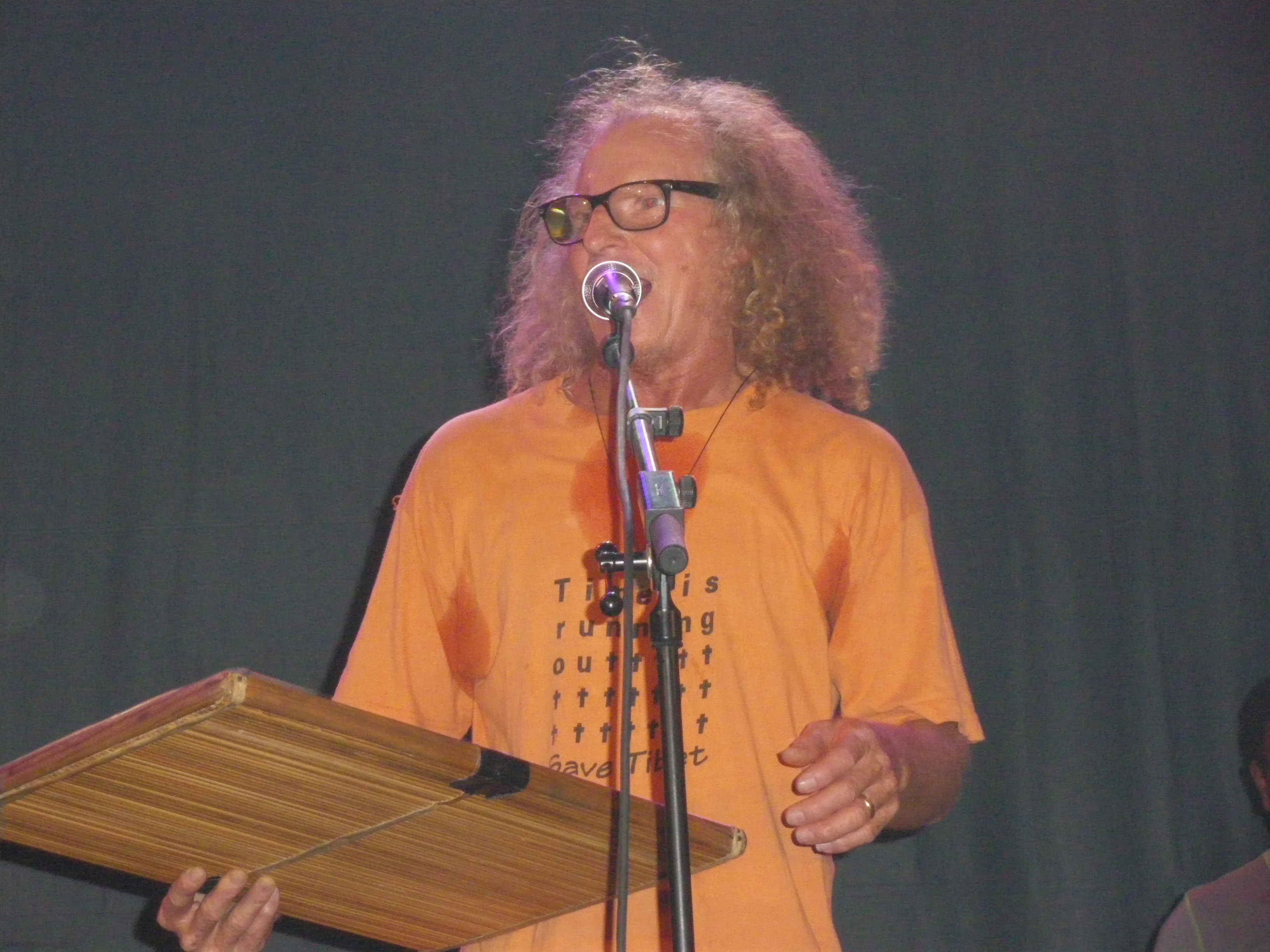
Danyèl Waro chanteur de maloya.

La plupart des musiciens ou groupes réunionnais utilisent le maloya :
- Gwendoline Absalon[21]
- Baster
- Gramoun Bébé
- Meddy Gerville, qui est avant tout pianiste de jazz.
- Françoise Guimbert
- Maya Kamaty
- Kiltir
- Labelle
- René Lacaille
- Granmoun Lélé[7]
- Lindigo
- Lo Rwa Kaf
- Nathalie Natiembé
- Ousanousava
- Alain Peters
- Renésens
- Christine Salem[8],[9]
- Davy Sicard
- Ti'Fock
- Ti Fred
- Tiloun
- Ti Sours
- Firmin Viry[7]
- Danyèl Waro
- Ziskakan
- Lindigo

### Filmographie
- Maloya Dousman, film documentaire de Jean-Paul Roig, 1994 (57 min)[22]
- Maloya : les racines de la liberté de Marie-Claude Lui-Van-Sheng, 1998 (52 min)
- Maloya kabosé de Yvan Couvidat, 2007 (52 min)

### Prénom
Le prénom Maloya est féminin et est assez rare. Il est célébré le 1er octobre.